# Tweede Kamerverkiezingen 2012/Kandidatenlijst/LibDem

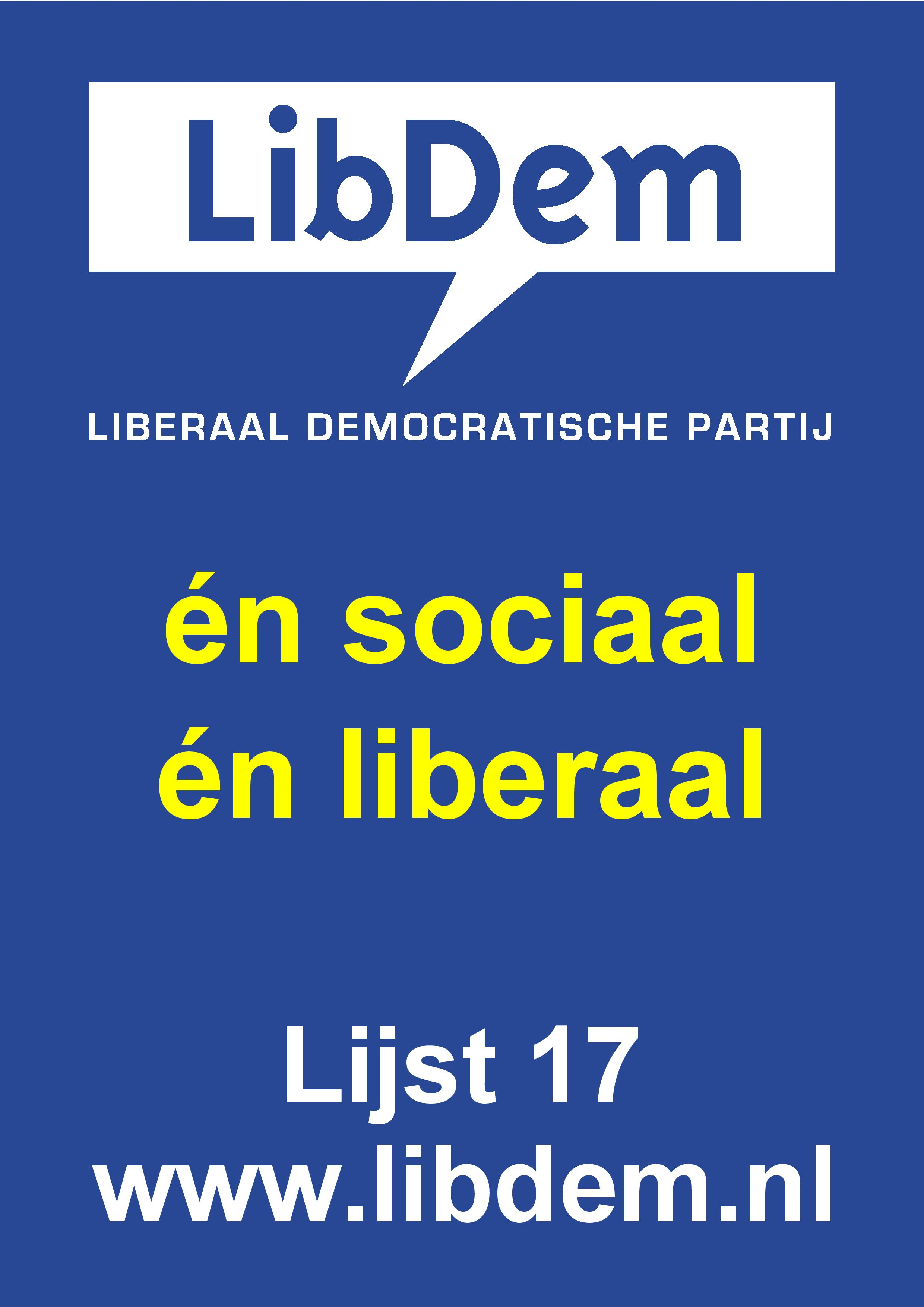
Campagneposter

De algemene ledenvergadering van de Liberaal Democratische Partij (LibDem) heeft op 23 juli 2012 de kandidatenlijst voor de Tweede Kamerverkiezingen van 12 september 2012 vastgesteld.

## De lijst
1. Sammy van Tuyll van Serooskerken 1.286[1]
2. Petra de Boevere 268
3. Rikkert Visser 67
4. Bart van Teeffelen 33
5. Jaap van Eenennaam 35
6. Eleonore Witteween 68
7. Harm Dorenbos 16
8. Martijn Rosdorff 12
9. Rob de Best 22
10. Frits van Endhoven 23
11. Marcel Breet 16
12. Sander van den Broeke 16
13. Ewout Lubberman 19
14. Frank van Berkel 9
15. Lisanne Hölscher 8
16. Bas van den Berg 13
17. Ben Hilberts 9
18. Caroline Besjes-de Ruiter 22
19. Jan Bert de Vries 11
20. Mieke van Kleef 11
21. Pieter Visser 8
22. Ingeborg van Kempen 14
23. Hans Berends 8
24. Diethild Frisch 10
25. Bram Borst 13
26. Jan Jaap ten Hoor 7
27. Wolf van Ittersum 17
28. Gijs Meerman 9
29. Huub Zweers 4
30. Willem Dijs 5
31. Paul Witteveen 6
32. Dirk Cohen Tervaert 6
33. Frank Ankersmit 55

2006 · 2012
VVD · PvdA · PVV · CDA · SP · D66 · GroenLinks · ChristenUnie · SGP · Partij voor de Dieren · Piratenpartij · MenS · Nederland Lokaal · Libertarische Partij · DPK · 50PLUS · LibDem · Anti Europa Partij · SOPN · PvdT · Politieke Partij NXD